# Bahnhof Aberdeen

Der Bahnhof Aberdeen ist ein Durchgangsbahnhof in der schottischen Stadt Aberdeen. 1990 wurde sein Empfangsgebäude in die schottischen Denkmallisten in der höchsten Kategorie A aufgenommen. Der Denkmalschutz schließt die Guild Street Bridge nördlich des Bahnhofs ein. Ein ehemaliges Schaltergebäude des Bahnhofs ist separat als Kategorie-B-Bauwerk geschützt.

## Geschichte

### Vorgeschichte
1854 eröffnete die Aberdeen Railway (1856 von der Scottish North Eastern Railway (SNER) übernommen) den Bahnhof Aberdeen Guild Street als ersten Bahnhof der Stadt. Bereits ein Jahr später folgte der Bahnhof Aberdeen Waterloo der Great North of Scotland Railway (GNSR). Die Stadt besaß damit zwei getrennte Endbahnhöfe der von Süden beziehungsweise Norden kommenden Strecken. Zwischen beiden Bahnhöfen bestand lediglich über die Hafenbahn von Aberdeen eine Gleisverbindung, die aufgrund der erforderlichen Rangiermanöver nur für die Überstellung von Güterwagen geeignet war. Fahrgäste mussten den Weg zwischen beiden Bahnhöfen per Kutsche zurücklegen und verpassten aufgrund fehlender Abstimmungen und weiterer Animositäten der beiden Bahngesellschaften öfters ihre Anschlüsse.
Aus wirtschaftlichen und betriebstechnischen Gründen wurde daher bereits früh der Bau und Betrieb eines gemeinsamen Bahnhofs vorgeschlagen. Beide Gesellschaften konnten sich jedoch jahrelang nicht über die Modalitäten verständigen. Erst im Zuge der schließlich 1866 abgeschlossenen Übernahme der SNER durch die Caledonian Railway (CR) einigten sich die beteiligten Unternehmen.

### Aberdeen Joint Station
Der neue Bahnhof wurde schließlich 1867 einschließlich einer neuen Verbindungsstrecke mit zwei Tunnels durch das Denburn Valley zum Bahnhof Kittybrewster der GNSR realisiert und wurde aufgrund der Nutzung durch mehrere Bahngesellschaften bis 1952 als Aberdeen Joint bezeichnet. Architektonisch war das Empfangsgebäude an die Victoria Station in London angelehnt. Der Bahnhof erhielt ein imposantes, rund 150 Meter langes und 31 Meter breites Dachgewölbe und wies eine Gebäudehöhe von mehr als 21 Metern auf. Die Great North of Scotland Railway gab mit Eröffnung ihren Bahnhof Aberdeen Waterloo für den Passagierverkehr auf, schlug dort jedoch weiterhin Güter um, analog behielt die Caledonian Railway Aberdeen Guild Street als Güterbahnhof bei. 
Der neue Bahnhof besaß drei Durchgangsgleise, davon allerdings nur ein Bahnsteiggleis, und jeweils zwei von Norden bzw. Süden erreichbare Kopfgleise. Im Zuge der Eröffnung eines westlich des Bahnhofs verlaufenden Gütergleises wurde im Bahnhof 1909 ein zweites Stellwerk eingerichtet. 1914 wurden beide Stellwerke dann vereint. Ein weiteres Stellwerk war für den nördlichen Bahnhofskopf zuständig, mit seiner 127 Weichen- und Signalhebel umfassenden Hebelbank war es das größte Stellwerk im Netz der GNSR.

### Neubau ab 1913
Infolge von steigenden Passagierzahlen in den folgenden Jahrzehnten kam der Bahnhof allmählich an den Rand seiner Kapazitäten und um die Jahrhundertwende war der Bedarf eines Bahnhofsneubaus allgemein anerkannt. Konkrete Planungen wurden 1911 aufgenommen. Nachdem das bisherige Bahnhofsgebäude von Aberdeen Joint 1913 abgetragen worden war, wurde bald mit dem Bau des heutigen Empfangsgebäudes begonnen. Mit der Planung war James Alexander Parker, der Chefingenieur der Great North of Scotland Railway, betraut. Obschon der Betrieb bereits 1914 wieder aufgenommen worden war, dauerten die Bauarbeiten, auch wegen des Ersten Weltkriegs, bis Ende des Jahrzehnts an. Der Bahnhof Aberdeen gilt als der letzte Neubau eines Großstadtbahnhofs in Schottland. Beim Neubau wurde das generelle Layout des alten Bahnhofs mit Durchgangsgleisen sowie von Nord und Süd erreichbaren Kopfgleisen zwar beibehalten, aber die Anzahl der Gleise und die Länge der Bahnsteige deutlich vergrößert. Nach Fertigstellung besaß der Bahnhof drei Durchgangsgleise mit Bahnsteigen sowie fünf von Süden und vier von Norden erreichbare Kopfbahnsteige. Die Durchgangsbahnsteige wurden soweit verlängert, dass sie von zwei Zügen hintereinander benutzt werden konnten. Zwischen zwei der der Durchgangsbahnsteiggleise lag ein weiteres Gleis, das etwa in Bahnsteigmitte Weichenverbindungen mit den Bahnsteiggleisen besaß, so dass unabhängige Ein- und Ausfahrten von zwei Zügen auf das gleiche Gleis sowie Umsetzfahrten für Lokomotiven möglich waren. Der längste Bahnsteig war 486 m (1596 ft) lang, insgesamt besaß der Bahnhof Bahnsteigkanten mit einer Gesamtlänge von 3456 m (11340 ft). Er nahm damit Platz 2 hinter dem größten schottischen Bahnhof, Edinburgh Waverley, ein.

### Weitere Entwicklung
Infolge des Railways Act 1921 verloren die GNSR und die CR ihre Selbständigkeit. Die GNSR wurde Teil der London and North Eastern Railway (LNER), die CR wurde der London, Midland and Scottish Railway (LMS) zugeschlagen. Aberdeen blieb daher ein Gemeinschaftsbahnhof zweier Bahngesellschaften. Dieser Zustand endete 1948, als das gesamte britische Eisenbahnsystem verstaatlicht wurde und der Transport Act 1947 zur Gründung von British Railways führte. 
Bis in die 1960er Jahre änderte sich weder das Zugangebot noch der Ausbaustand des Bahnhofs nennenswert. Erhebliche Änderungen kamen erst in den 1960er Jahren, als die umfangreichen Stilllegungen infolge der sogenannten Beeching-Axt dazu führten, dass mit Ausnahme der Strecke nach Inverness und der Verbindung nach Süden in Richtung Dundee alle noch vorhandenen Zweigstrecken rund um Aberdeen bis Ende der 1960er Jahre geschlossen und abgebaut wurden. Der Bahnhof verlor damit einen Teil seines Verkehrsaufkommens und damit wesentlich an Bedeutung. In den 1970er Jahren wurden daher auch Teile der bislang für den Personenverkehr genutzten Gleise und Bahnsteige stillgelegt und abgebaut. So verschwanden 1973 die von Norden nutzbaren Kopfgleise mit den Bahnsteigen 10 bis 13 und der westlichste Durchgangsbahnsteig mit den Bahnsteigen 8 und 9. Die Strecke in Richtung Norden durch das Denburn Valley wurde zudem auf ein Gleis zurückgebaut.
1978 wurde das Reisezentrum modernisiert und weitere Gebäudeteile eine kurze Zeit später renoviert. Im Zuge dieser Arbeiten wurden neue Geschäfts- und Parkflächen geschaffen, weshalb die ursprünglichen vier Bahnsteige entlang der Durchgangsgleise auf drei reduziert wurde. Das Bahnhofshotel wurde 1982 veräußert.

## Verkehr

### 19. Jahrhundert
Aberdeen ist die größte Stadt im Nordosten von Schottland und besitzt ein großes Hinterland. Seit der Inbetriebnahme der ersten Strecke in Richtung Süden war der Bahnhof von Aberdeen daher das Ziel von Fernzügen aus dem Central Belt. Bereits 1855 wurde der erste durchgehende Zug von London eingerichtet, zunächst über die West Coast Main Line (WCML). Bis zur Inbetriebnahme der beiden Brücken über den Firth of Tay und den Firth of Forth erforderte die Verbindung über Edinburgh entweder große Umwege oder die Verwendung von Fährverbindungen über die beiden Meeresarme, durchgehende Verbindungen nach London über die südlich von Edinburgh anschließende East Coast Main Line (ECML) waren daher zunächst nicht konkurrenzfähig. Erst 1883 konnte die North British Railway (NBR) direkte Züge zwischen Edinburgh und Aberdeen anbieten. Sie hatte zwar keine Strecke nach Aberdeen, erhielt in diesem Jahr aber Trassenrechte auf der Strecke der Caledonian Railway zwischen Kinnaber Junction bei Montrose und Aberdeen. Nach Fertigstellung der neuen Firth-of-Tay-Brücke 1887 konnte zumindest eine Fährverbindung entfallen. Die Caledonian Railway bot weiterhin in Konkurrenz zur NBR durchgehende Verbindungen zwischen London und Aberdeen, die über die WCML geführt wurden und zeitlich immer noch etwas vorteilhafter waren.
Nachdem 1890 mit der Forth Bridge die komplette Strecke zwischen Edinburgh und Aberdeen fertiggestellt war, war der Bahnhof im Jahr 1895 das Ziel des zweiten Race to the North, bei dem die Betreibergesellschaften wechselseitig die Fahrtzeiten des Nachtzugs zwischen London und Aberdeen immer mehr verkürzten. Nach der Inbetriebnahme der Brücke benötigte der um 20 Uhr in London abfahrende Nachtzug über die ECML noch knapp 13 Stunden und kam um 8:55 Uhr am nächsten Morgen in Aberdeen an. Er war damit nur fünf Minuten langsamer als der zur gleichen Zeit in London abfahrende Zug über die WCML. Beide Züge wurden im Laufe des Jahres 1895 immer weiter beschleunigt, die Fahrpläne wurden teilweise im Abstand weniger Tage angepasst. Alle beteiligten Gesellschaften brachten ihre besten Lokomotiven zum Einsatz, die Zuggarnitur wurde auf wenige Wagen verkürzt (und für die meisten Fahrgäste ein nachfolgender Zug mit langsameren Fahrtzeiten eingerichtet). Im August 1895 benötigte der Zug über die ECML schließlich nur noch acht Stunden und 40 Minuten, über die WCML waren es sogar acht Minuten weniger. Die damit erreichte Ankunftszeit in Aberdeen war jedoch absurd früh, um 4:40 bzw. 4:32 Uhr, so dass der praktische Nutzen für die Fahrgäste sehr beschränkt war. Sicherheitsgründe führten schließlich dazu, dass beide Züge schrittweise wieder längere Fahrtzeiten erhielten. Die Ankunftszeit in Aberdeen blieb jedoch deutlich früher als vor dem Rennen, so dass der ECML-Zug um 6:20 Uhr und der WCML-Zug um 7:00 Uhr eintraf. Die durchschnittliche Fahrtgeschwindigkeit auf beiden Strecken lag damit immer noch knapp zehn Meilen pro Stunde höher als vor dem Rennen. In den Folgejahren wurden die Geschwindigkeiten weiter abgesenkt, auch aufgrund des zunehmenden Zuggewichts durch mehr und schwerere Wagen.
Außer den Zügen in Richtung Süden mit Zielen im Central Belt sowie in den Midlands und vor allem London erhielt der Bahnhof von Aberdeen im Zuge des Mitte der 1850er Jahre einsetzenden Streckenausbaus im Nordosten Schottlands weitere Verbindungen. Mitte der 1860er Jahre war der Streckenneubau abgeschlossen. Der neue Bahnhof besaß daher seit seiner Fertigstellung 1867 Verbindungen nach Inverness, über die Deeside Line nach Banchory und Ballater und über die Buchan and Fomartine Line nach Fraserburgh und Peterhead. Mit den Zügen in Richtung Inverness waren auch die wichtigeren Städte und Orte in Aberdeenshire und Moray erreichbar, wie etwa Huntly, Keith, Dufftown, Buckie und Elgin, weitere Orte waren mit Umsteigen über die diversen Zweigstrecken erreichbar.
Die GNSR richtete 1887 einen Vorortverkehr (Suburban Trains) zwischen Aberdeen und Dyce ein, für den sie zusätzliche Haltepunkte anlegte. Nachdem diese Züge, die im Volksmund schnell die Bezeichnung Subbies erhielten, gut nachgefragt wurden, folgte 1894 eine zweite Vorortlinie auf der Deeside Line zwischen Aberdeen und Culter. Das Zugangebot beider Vorortverbindungen wurde in den Folgejahren weiter ausgebaut. 

### 20. Jahrhundert
Anfang des 20. Jahrhunderts verkehrten mehrere Expresszüge pro Tag zwischen London und Aberdeen, sowohl über die ECML wie auch die WCML. Die Reisezeiten lagen bei elf bis zwölf Stunden, je nach Strecke und Tageszeit. 1934 war The Royal Scot der Spitzenzug über die WCML, mit Abfahrt in London Euston um 10 Uhr erreichte er Aberdeen um 21:55 Uhr. In der Regel gab es jedoch nur wenige durchgehende Kurswagen nach bzw. ab London, die meisten in den Fahrplänen als durchgehende Züge ausgewiesenen Verbindungen führten jeweils nur zwei bis drei Kurswagen bis Aberdeen, die in Edinburgh, Perth oder Dundee umgehängt wurden. Die zunehmende Konkurrenz durch nach dem Ersten Weltkrieg eingerichtete Buslinien und die in die Vororte ausgebaute Aberdeener Straßenbahn führte zu rückläufigen Fahrgastzahlen, so dass die LNER, die diese Verkehre 1923 von den GNSR geerbt hatte, sie schließlich 1937 einstellte.
Nach der Nationalisierung blieb das Zugangebot nach Aberdeen weitgehend unverändert, allerdings sank auf den Nebenstrecken nördlich von Aberdeen allmählich die Angebotsqualität. Auf einigen Strecken waren Zuganzahl und Reisegeschwindigkeit niedriger als vor dem Ersten Weltkrieg. 1958 waren die Kurswagen im Elizabethan und im Flying Scotsman die schnellsten Tagesverbindungen über die ECML, als Nachtzug wurde der Aberdonian angeboten. Die Hauptverbindungen nach Glasgow waren im gleichen Jahr drei schnelle Tageszüge, der Granite City, der Saint Mungo und der Bon Accord. Diese blieben noch bis Mitte der 1960er Jahre dampfbespannt, zuletzt mit den bekannten Stromlinienlokomotiven der LNER-Klasse A4, die hier ihre letzten Dienste vor ihrer Ausmusterung erbrachten. Einer der wenigen Modernisierungsansätze war 1958 die Einführung eines Akkutriebwagens auf der Deeside Linie, für den an Gleis 1 im Bahnhof eine Ladestation errichtet wurde. Ende der 1950er Jahre begann auch die schrittweise Einführung von Dieseltriebfahrzeugen, Triebwagen und Diesellokomotiven übernahmen die verbleibenden Zugleistungen. 1967 endeten die letzten dampfbespannten Zugleistungen nach und von Aberdeen. 1966 schloss mit der Deeside Line die letzte von Aberdeen ausgehende Zweigstrecke, es verblieben die Zugverbindungen nach Süden sowie nach Inverness.
1979 führte British Rail die ersten High Speed Trains (HST) auf der Verbindung zwischen Aberdeen und London über die ECML ein. Im Zuge einer regionalen Neuausrichtung führte British Rail seine schottischen Zugangebote ab 1983 unter der Marke Scotrail. Ab 1989 kamen erste neue Sprinter-Triebwagen auf den von Aberdeen ausgehenden Verbindungen zum Einsatz und verdrängten die erste, ab Ende der 1950er Jahre eingeführte Generation von Dieseltriebwagen. 

### 21. Jahrhundert
Seit dem Jahr 2000 erbringen die neueren Bombardier Turbostar den Großteil der von Aberdeen ausgehenden Zugleistungen. Ab 2018 übernahmen modernisierte HST-Garnituren, die durch die voranschreitende Elektrifizierung ihre bisherigen Einsatzgebiete verloren hatten, Leistungen im Intercity-Verkehr zwischen Aberdeen und Inverness sowie zwischen Aberdeen und Edinburgh und Glasgow. Die Fernverbindungen nach London werden inzwischen von Zweikrafttriebzügen der Klasse 800 erbracht, die von Hitachi zwischen 2014 und 2018 geliefert wurden. Mit Ausnahme dieser Züge, die südlich von Edinburgh über die ECML verkehren und seit 2018 von der staatlichen London North Eastern Railway betrieben werden, wird der sonstige Personenverkehr im Bahnhof Aberdeen von ScotRail betrieben, inzwischen ein staatliches Unternehmen im Besitz der schottischen Regierung. Dazu zählt seit 2023 auch der Nachtzug Caledonian Sleeper zwischen Aberdeen und London, der bis dahin noch vom privaten Unternehmen Serco betrieben worden war.
Im Tagesverkehr bestehen an Werktagen mit Stand 2025 Zugangebote zwischen Aberdeen und Glasgow über Dundee und Perth etwa im Stundentakt. Alle zwei Stunden bestehen Direktverbindungen mit Edinburgh. Züge zwischen Aberdeen und Inverness verkehren alle ein bis zwei Stunden. Zwischen Aberdeen und Inverurie werden etwa zwei Zugpaare pro Stunde angeboten, zwischen Aberdeen und Montrose etwa jede Stunde ein Zugpaar mit Bedienung aller Zwischenstationen.

## Beschreibung
Der Bahnhof Aberdeen befindet sich südlich des historischen Zentrums Aberdeens unweit des Hafens von Aberdeen, über den ein Anschluss an die Fährverbindungen nach Kirkwall (Orkney) und Lerwick (Shetland) besteht. Entlang seiner West- beziehungsweise Ostflanke gewährleisten die A93 beziehungsweise die A956 den Anschluss an Ausfallstraßen.
Das Bahnhofsgebäude besteht aus einem länglichen, eingeschossigen Baukörper mit ostexponierter Hauptfassade, der an beiden Enden mit Pavillons abschließt. Etwa mittig ist das zweigeschossige, im Beaux Arts ausgestaltete, fünf Achsen weite Empfangsgebäude östlich vorgesetzt. Ea ist mit halbrunden Fenstern und dorischen Säulen ausgestaltet. Ein Kranzgesims mit Zahnschnitt schließt die Fassade. Ungewöhnlich für das auch als „Granite City“ betitelte Aberdeen, bestehen die wesentlichen Elemente des Bahnhofgebäudes aus gelbem Sandstein. Lediglich die Endpavillons wurden aus Granit aufgemauert. Ein hohes Satteldach mit gusseisernem Tragwerk überspannt die Bahnhofshalle. Seine Eindeckung aus Glaselementen wurde 2018 durch Polycarbonatplatten ersetzt. Auf gusseisernen Säulen ruhende Sonnendächer mit hölzernen Schmuckschürzen überspannen die Bahnsteige.
2009 wurde das Gelände zwischen Bahnhof und Busbahnhof entwickelt. Es entstand dort das Einkaufszentrum Union Square, das größte Einkaufszentrum Aberdeens und eines der größten Schottlands. Der Komplex ist mit dem Bahnhof verwoben und verdeckt große Teile der historischen Fassaden.

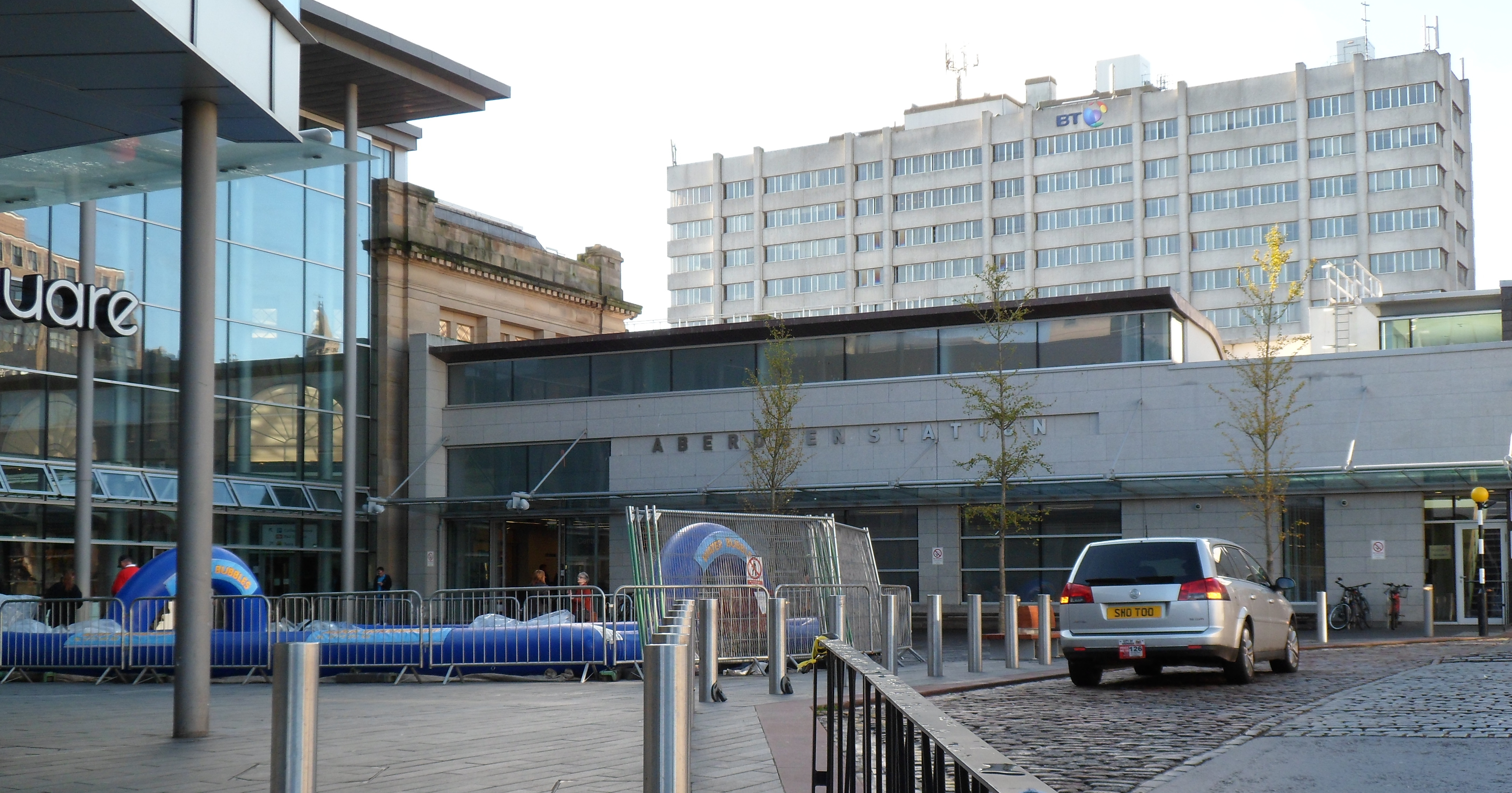
Haupteingang am Union Square
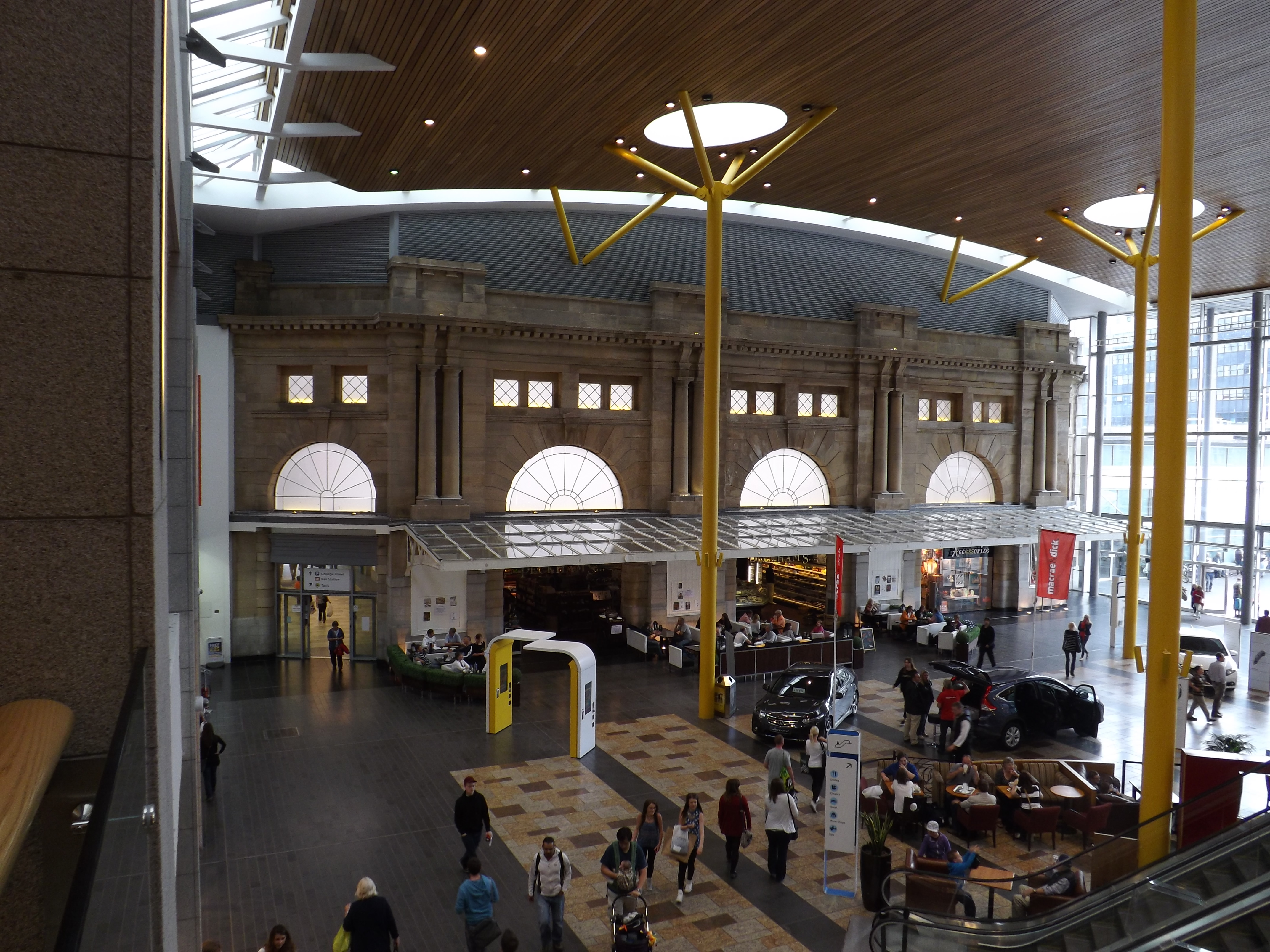
Blick in den Eingangsbereich des Union Square
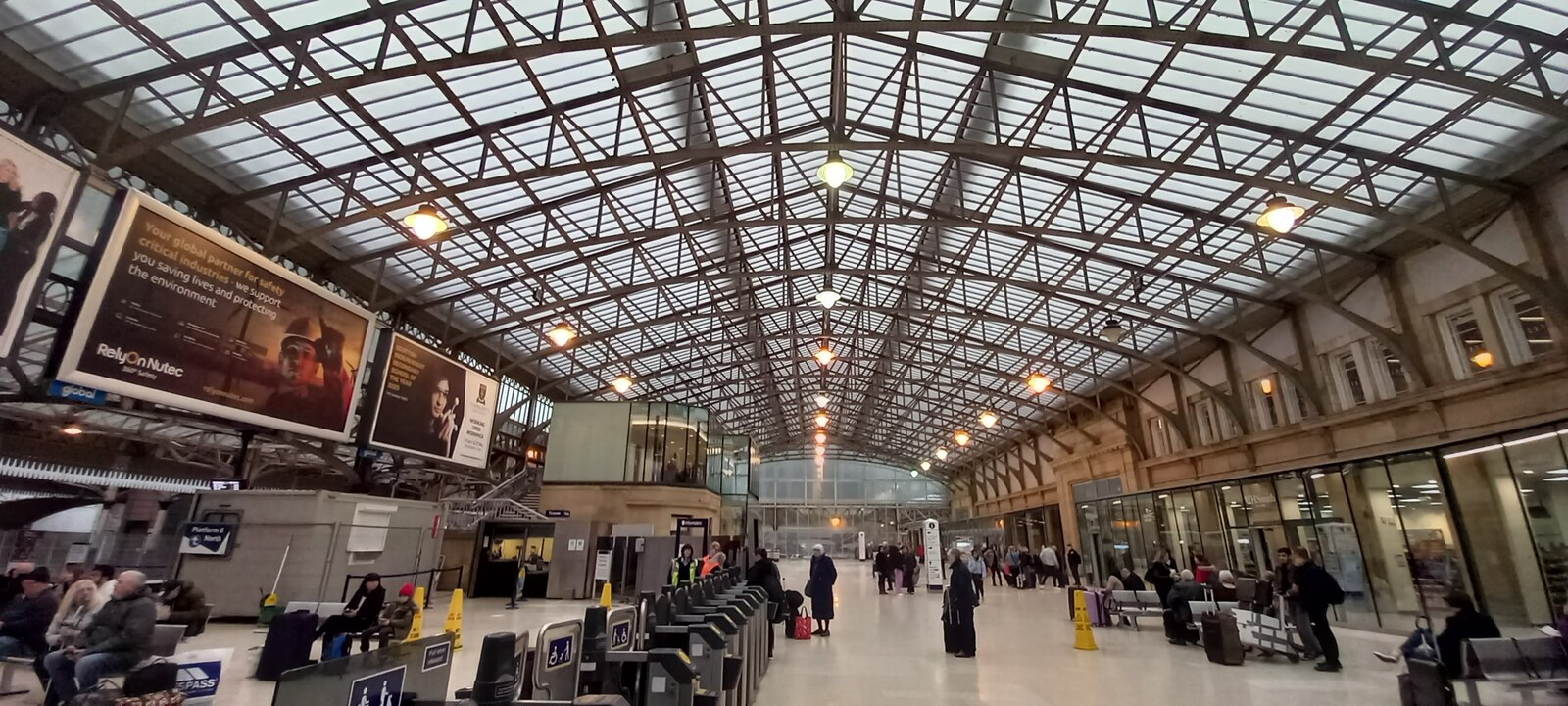
Blick über die Bahnhofshalle, 2022

### Guild Street Bridge

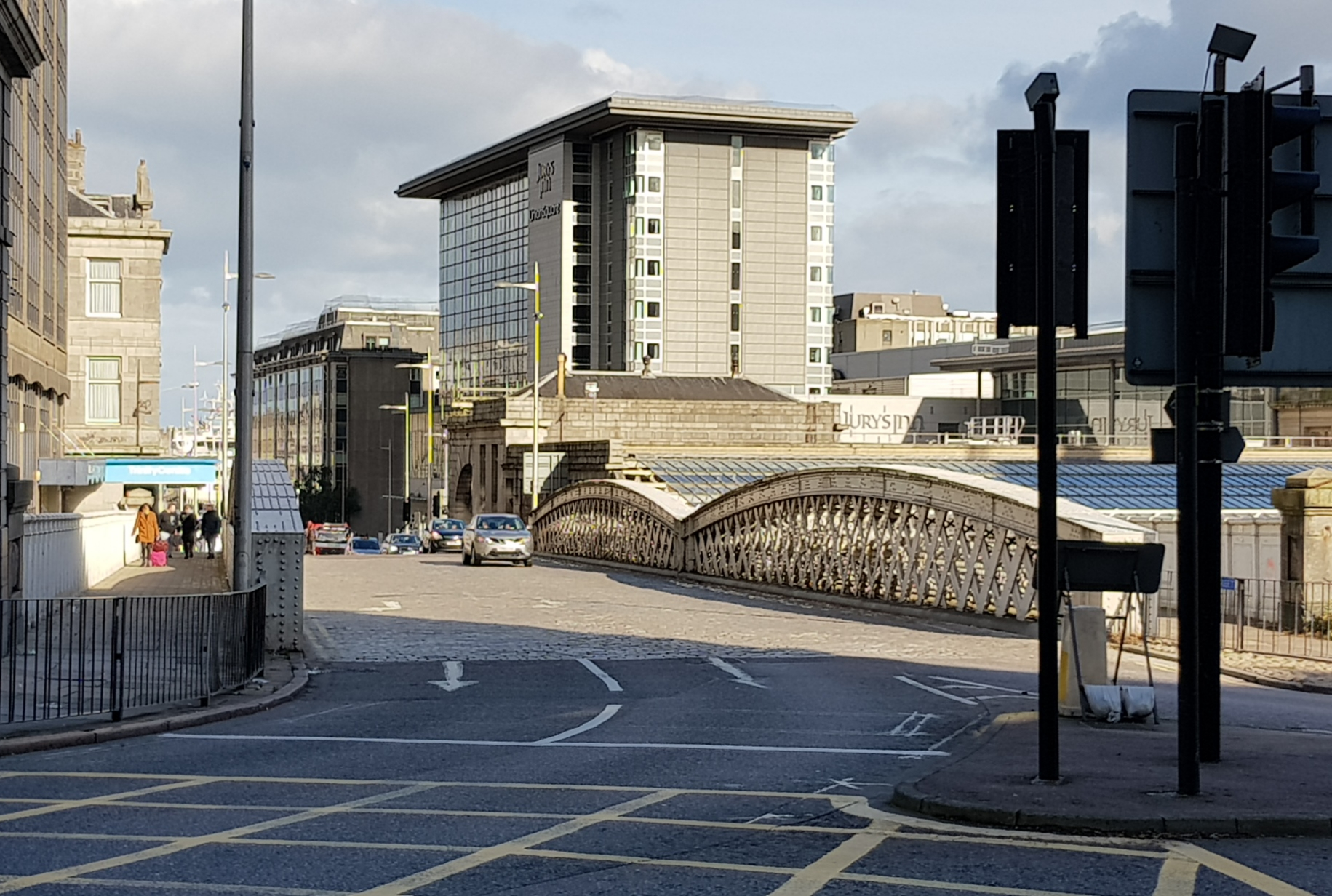
Die Guild Street Bridge von Westen

Die Guild Street Bridge überspannt die Bahnsteige nahe ihrem Nordende. Bereits die Karte der Ordnance Survey aus dem Jahre 1866 zeigt eine Brücke am Standort. Eine in das Widerlager eingelassene Plakette weist das Alexander Findlay & Co aus Motherwell als ausführendes Unternehmen aus. Da dieses jedoch erst 1888 gegründet wurde, wird davon ausgegangen, dass die Guild Street Bridge neueren Datums ist. Annahmen datieren sie auf 1909 oder 1913, als Arbeiten im Zusammenhang mit den bis 1937 betriebenen Vorortzügen von Aberdeen ausgeführt wurden, beziehungsweise auf die Zeit des Bahnhofsneubaus. Die Balkenbrücke ist mit stählernen Halbparabelträgern ausgeführt, die auf granitenen Widerlagern ruhen. Entlang beider Seiten des Fahrbahndecks sind Fußgängerwege geführt.

### Altes Schaltergebäude
Mit dem Bau eines neuen Gleises im Jahre 1908, das im Wesentlichen dem Vorortverkehr der GNSR diente, wurde der Bau als Schaltergebäude mit Wartesaal für Fahrgäste der Vorortzüge (in Aberdeen im Volksmund als Subbies bezeichnet, abgeleitet von der offiziellen Bezeichnung als Suburban trains) errichtet. Der klassizistische Granitbau befindet sich am Nordwestende der Guild Street Bridge und der Einmündung in die Bridge Street. Das oberflächlich eingeschossige Gebäude besitzt ein Untergeschoss, das auf Bahnsteigniveau endet. Seine teils rustiziert ausgeführten Fassaden sind aus Granitquadern aufgemauert. Sein Sockel ist farblich kontrastierenden aus poliertem Granit gelegt. Die Architrave der Türöffnungen an der abgekanteten Fassade sind mit markanten Schlusssteinen gestaltet. Die Fassade schließt mit einem gekehlten Kranzgesims mit aufsitzender Balustrade. Das Flachdach ist mit einem pyramidenförmigen Glasaufbau als Lichteinlass ausgeführt.
Das Gebäude wurde zwischenzeitlich modernisiert und zu einem Geschäftsgebäude umgenutzt.